# غزاله شعبة المهندس (المفلحي)

تعديل مصدري - تعديل

غزاله شعبة المهندس هي إحدى قرى عزلة المفلحي بمديرية المفلحي التابعة لمحافظة لحج، بلغ تعداد سكانها 76 نسمة حسب تعداد اليمن لعام 2004.